# Confinados
Confinados es una telenovela colombiana  producida por Canal RCN en 2020. Es la primera serie producida por RCN Televisión que es grabada con teléfonos celulares.
El reparto está constituido por los actores Variel Sánchez, Estefanía Godoy, Zulma Rey, Ernesto Ballén, Juliana Galvis, Sebastián Carvajal y Andrés Suárez.
Se estrenó el domingo 24 de mayo de 2020, con episodios de media hora cada uno.
El día de su estreno marcó 4,82 puntos de rating. Alcanzó a estar en el octavo lugar en el escalafón de la televisión nacional colombiana.

## Antecedentes
Después de dos meses de aislamiento social en el país, y sin fecha ni protocolos claros para el regreso a las grabaciones de programas de televisión, los canales nacionales tuvieron que buscar alternativas para continuar con su programación.
En el caso del Canal RCN, este decidió hacer una telenovela grabada por celulares y que tratase sobre la situación actual del confinamiento nacional.  
Entonces contrataron a Variel Sánchez y Estefanía Godoy, una de las parejas más estables de la televisión colombiana. Se buscaba que fuera una pareja que viviera en la misma casa porque era importante que pudieran grabar juntos.
Importante, también, que todos los actores escogidos estuvieran dispuestos a otras condiciones laborales: cada uno en su casa, grabándose con su celular, dirigidos por videollamadas y atendiendo las condiciones de hacer el trabajo como si estuvieran en el set.
La dirección, que está a cargo de Lucho Sierra, se realiza de manera remota por videollamada, con los libretos de Juan Andrés Granados, Héctor Moncada y Juan Manuel Cáceres.
Esta serie explora el lado más divertido del momento que se vive en el mundo entero por motivo de la Pandemia del COVID-19. Abordada desde el humor, "Confinados" tratará temas como la convivencia, el trabajo, la comunicación con los amigos y familiares, así como las rutinas diarias en medio del aislamiento.
Además, cuenta con un destacado grupo de actores quienes aceptaron el reto de realizar desde sus casas y con sus celulares las grabaciones de cada una de las escenas, actores como lo son Variel Sánchez, Estefanía Godoy, Zulma Rey, Ernesto Ballén, Juliana Galvis, Sebastián Carvajal y Andrés Suárez, entre otros, y cada semana hay actores invitados. 
Hay actores en Girardot, Bogotá, Medellín, La Calera y uno en una finca cerca de La Vega, que debe ir hasta dicha población para tener señal, hablar y enviar lo que graba.
Se buscó que fuera una comedia, porque el objetivo era divertir al público en medio de la tragedia. Para los libretos fueron convocados Juan Andrés Granados ("La Ronca de Oro", "Pa’ quererte", "La selección"), Héctor Moncada ("Los Reyes", "Las detectivas y el Víctor", "Las Vegas" y "Pobres Ricos") y Juan Manuel Cáceres ("Vuelo secreto", "Me llaman Lolita", "Los Reyes"), y Ana María Pérez como productora ejecutiva.

## Sinopsis
Cuenta la historia de Julián "El Negro" Contreras (Variel Sánchez), un joven bogotano, que vive de la venta de licores en un local en San Andresito, con un local llamado "Licores El Negro", quien luego acepta ser el subarrendatario de un apartamento, perteneciente a Valentina (Estefanía Godoy), quien llega sorpresivamente al lugar, al tener que regresar de España, sin ganas de pasar el aislamiento en Barcelona (donde estaba estudiando), regresa antes de que se cierren los vuelos internacionales y al llegar a su casa se encuentra con un inquilino que no le gusta. Aunque le pide que se vaya, El Negro dice que no, porque ya pagó y porque además no tiene a dónde ir, lo que desencadena una convivencia caótica.
De esta manera el confinamiento obligará a estos dos personajes, con formas de ser, gustos y costumbres completamente diferentes a convivir y soportarse, con el único propósito de sobrevivir y protegerse del peligroso virus que se encuentra en la calle, generando situaciones inesperadas de tragedias, humor y romance.
Además de ellos dos, otros actores participan en este proyecto, como Zulma Rey, quien interpreta a Tatiana "La Tati", la novia paisa de El Negro. Es de las personas que no se varan por nada, y ante las actuales circunstancias de aislamiento obligatorio decide dictar clases de aeróbicos por Internet. En cuanto a El Negro respecta, se ve separada de su amor y es intensa con él por Internet.    
Ernesto Ballén es Néstor, el empleado santandereano de "El Negro", que ahora le quiere quitar la novia a su medio jefe (el negocio anda mal, y él sólo tiene un medio empleo), es un buen tipo, pero en lo que tiene que ver con El Negro, ante el nuevo panorama por cuenta de la pandemia, saca lo peor de él. 
Carlos Hurtado es Don Pablo, el papá no muy ejemplar de Néstor, enamoradizo y bromista. 
Juliana Galvis es Lulú, la mejor amiga de Valentina, propietaria del apartamento de esta, es una psicóloga que maneja con gran destreza a sus pacientes, pero que en su vida personal es un absoluto desastre. El Negro no le agrada mucho, porque es pobre y ñero. 
Sebastián Carvajal es Eduardo, el esposo de Lulú, "Rey de las Quiebras" y "Chef Enmascarado" de la Internet. Federico Rivera es El Abogado Pinilla el que resuelve los problemas legales de "el Negro" y "La Tati".    
También está Alejandro Santacoloma (Andrés Suárez), amigo y novio de Valentina, profesor de ciencias políticas y su enamorado de Menorca en España, donde se queda en la emergencia.

## Reparto

### Principales
- Variel Sánchez como Julián[10] "El Negro" Contreras.
- Estefanía Godoy como Valentina.
- Zulma Rey como Tatiana "La Tati", la novia paisa de El Negro.
- Ernesto Ballén como Néstor, el amigo y empleado de El Negro.
- Juliana Galvis como Lulú, la mejor amiga de Valentina.
- Sebastián Carvajal como Eduardo, el esposo de Lulú.
- Andrés Suárez como Alejandro Santacoloma, el amigo y novio español de Valentina que vive en Menorca, España.[12][1]
- Carlos Hurtado como Don Pablo ''Gavilán'', el padre de Néstor.

### Recurrentes
- Luis Eduardo Arango como "El Sacerdote".
- Federico Rivera como "El Abogado Pinilla".
- Pepe como Pepe, un perrito de raza pug que es el compañero de "La Tati" en la cuarentena y su mascota consentida. Este perro es en realidad la verdadera mascota de la actriz Zulma Rey.[13][14]
- Mauricio Vélez como "Eulalio Magnolia".
- Lucas Buelvas como "Ernesto Córdoba".

### Invitados
- Julio Sánchez Cóccaro como Don Arnulfo Contreras, el padre de Julián[10] "El Negro" Contreras. Como una curiosidad, este actor en la vida real también es el padre de Variel Sánchez, quién interpreta a "El Negro".[15]